# Председнички избори у Русији 2024.
Председнички избори у Русији су одржани 15—17. марта 2024. године. Ово су били осми председнички избори у земљи. Инаугурација победника је заказана за 7. мај 2024. године. 4 кандидата је регистровано (један самостални кандидат (независних и четири представника партија).
У новембру 2023. године, бивши члан Државне думе Борис Надеждин постао је прва особа коју је подржала регистрована политичка партија која је објавила своју кандидатуру, кандидујући се на антиратној платформи. Пратио га је актуелни и независни кандидат Владимир Путин у децембру 2023, који има право да тражи реизбор као резултат уставних амандмана из 2020. године. Касније истог месеца, Леонид Слуцки из ЛДПР-а, Николај Харитонов из Комунистичке партије, Владислав Даванков из Нових људи и други објавили су своје кандидатуре.
Као што је био случај на председничким изборима 2018. године, најистакнутијем члану руске опозиције Алексеју Наваљном је забрањено да се кандидује због раније осуђиваности, а очекивало се да ће остати затворен током избора. Кривични случајеви против Наваљног су у великој мери сматрани политички мотивисаним. Као резултат тога, многи посматрачи, посебно у западним земљама, не очекују да ће избори бити слободни или поштени. Уместо тога, они очекују да ће изборним процесом доминирати Путин, који је оптужен за појачавање политичке репресије још од покретања свог пуног рата са Украјином 2022. године.

## Квалификованост
Према тачки 3. члана 81 Устава Русије, пре уставне ревизије 2020. године, иста особа није могла да буде на функцији председника Руске Федерације више од два узастопна мандата, што је омогућило Владимиру Путину да постане председник 2012. за трећи мандат који није узастопно са његовим претходним мандатима. Уставна реформа успоставила је тврду границу од два мандата укупно. Међутим, рокови одслужени пре уставне ревизије се не рачунају, што Владимиру Путину даје право на још два председничка мандата.
Према новој верзији Устава, председнички кандидати морају:
- Да има најмање 35 година (услов се није променио);
- Бити у Русији најмање 25 година (претходно 10 година);
- Нема страно држављанство или боравишну дозволу у страној држави, ни у време избора ни у било које време пре (нови услов).

## Кандидати

### Регистровани кандидати
| Кандидат | Кандидат           | Припадност | Припадност                                      | Лого кампање | Позадина                                                                            |
| -------- | ------------------ | ---------- | ----------------------------------------------- | ------------ | ----------------------------------------------------------------------------------- |
|          | Владислав Даванков |            | Нови људи                                       |              | Заменик председника Државне думе (2021—данас) Посланик у Државној думи (2021—данас) |
|          | Владимир Путин     |            | Независан (Јединствена Русија, Праведна Русија) |              | Председник Русије (2012—данас, 2000—2008) Премијер Русије (2008—2012, 1999—2000)    |
|          | Леонид Слуцки      |            | Либерално-демократска партија Русије            |              | Лидер ЛДПР-а (2022—данас) Посланик у Државној думи (1999—данас)                     |
|          | Николај Харитонов  |            | Комунистичка партија Руске Федерације           |              | Посланик у Државној думи (1993—данас)                                               |

## Резултати
| Кандидат                      | Припадност                    | Припадност                            | Гласови     | %      |
| ----------------------------- | ----------------------------- | ------------------------------------- | ----------- | ------ |
| Владимир Путин                |                               | Независан                             | 76.277.708  | 88,48  |
| Николај Харитонов             |                               | Комунистичка партија Руске Федерације | 3.768.470   | 4,37   |
| Владислав Даванков            |                               | Нови људи                             | 3.362.484   | 3,90   |
| Леонид Слуцки                 |                               | Либерално-демократска партија Русије  | 2.795.629   | 3,24   |
| Укупно                        | Укупно                        | Укупно                                | 86.204.291  | 100,00 |
|                               |                               |                                       |             |        |
| Регистровани бирачи/излазност | Регистровани бирачи/излазност | Регистровани бирачи/излазност         | 114.212.734 | –      |